# Yuzuki Itō
Yuzuki Itō (伊藤 優津樹?, Itō Yuzuki; Prefettura di Shizuoka, 7 aprile 1974) è un ex calciatore giapponese, di ruolo centrocampista.